# Karyatida

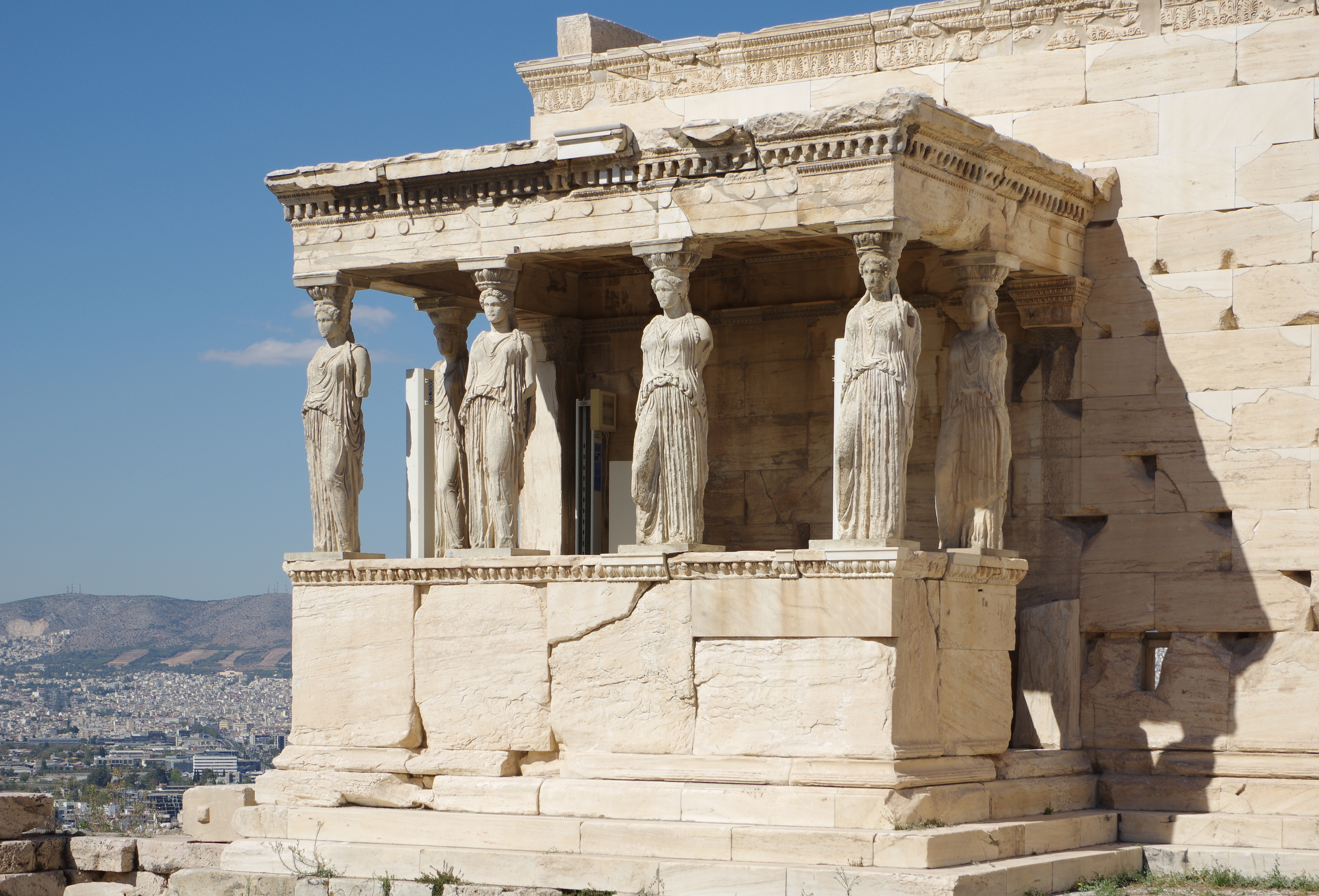
Erechtheion, Athény

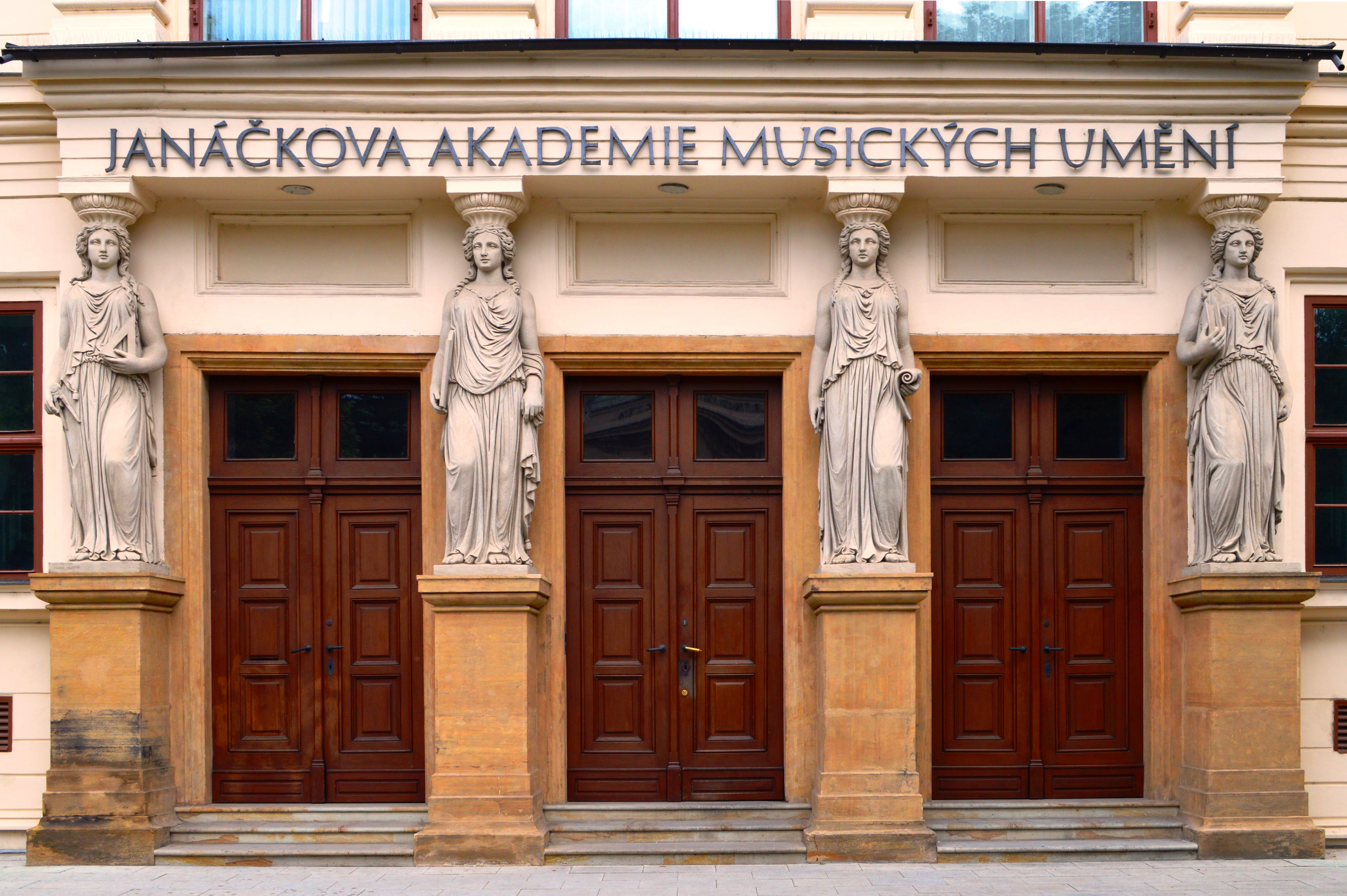
Karyatidy na budově JAMU v Brně od sochaře Josefa Břenka

Karyatida (řecky καρυάτιδα, doslova „žena z Karyai“ [u Sparty]) je socha ženy plnící nosnou nebo jen dekorativní funkci sloupu v architektuře. Název vznikl podle výročních slavností ve starověkých Karyai, při nichž ženy tančily s košíky na hlavě.

## Popis
Karyatidy nahrazují sloupy po stranách portálů nebo v členění fasád. Jsou oděny zpravidla do chitónu (oděv nošený v antickém Řecku pod šaty, „spodní košile“) nebo do peplu. Pokud je antropomorfizována pouze horní polovina těla, nepoužívá se termín karyatida, nýbrž herma.
Mužským protějškem karyatid jsou atlanti. Mezi zobrazením atlantů a karyatid je ovšem jeden výrazný rozdíl. Atlanti jsou siláci se vztyčenýma rukama, jimiž nesou tíhu, karyatidy jsou ženy bez atributů síly a tíhu nesou na hlavě. Ruce mají zpravidla podél těla, případně mohou v jedné z nich držet květinu, obětinu nebo jiný symbolický předmět.
Karyatidy se poprvé objevovaly v architektuře starověkého Řecka a jejich móda se znovu navracela se stoupající intenzitou v architektuře manýristické, barokní a především klasicistní, ovšem většinou jen ve funkci dekorativních prvků.

## Fotogalerie

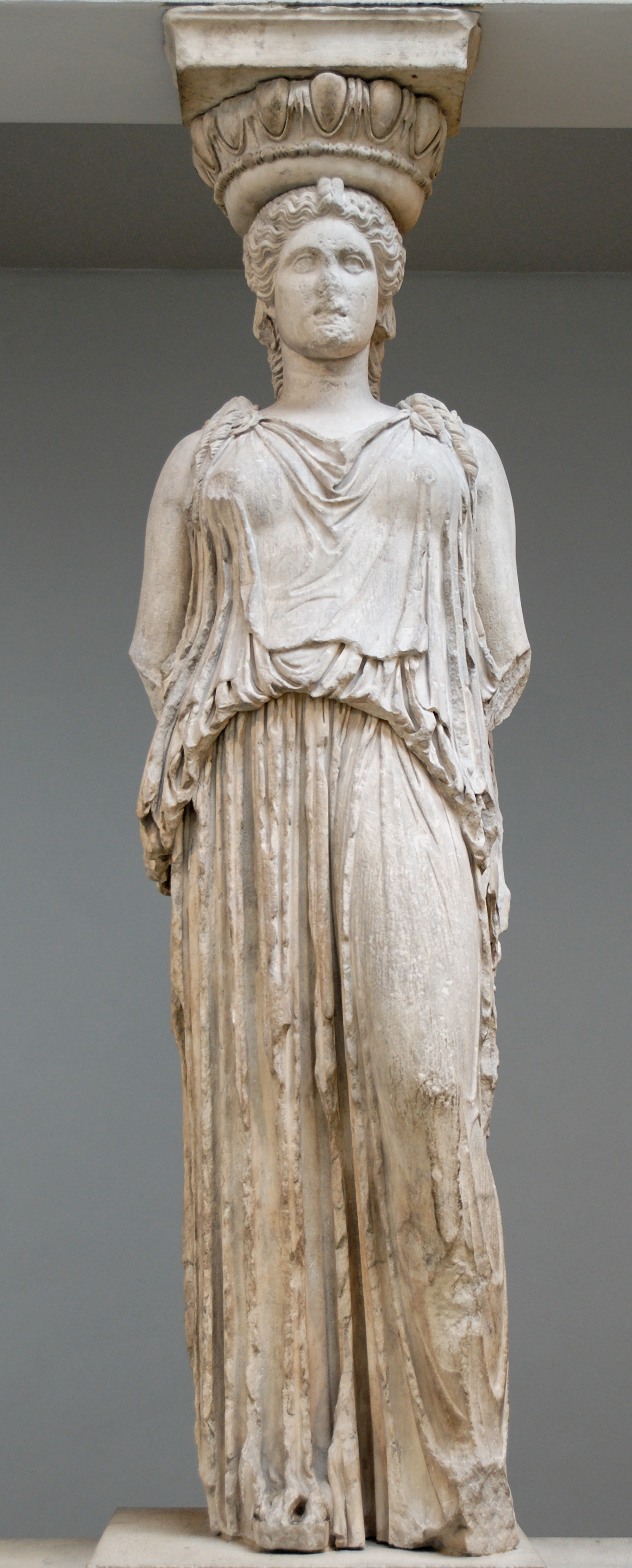
Karyatida na Erechtheiu, Athény
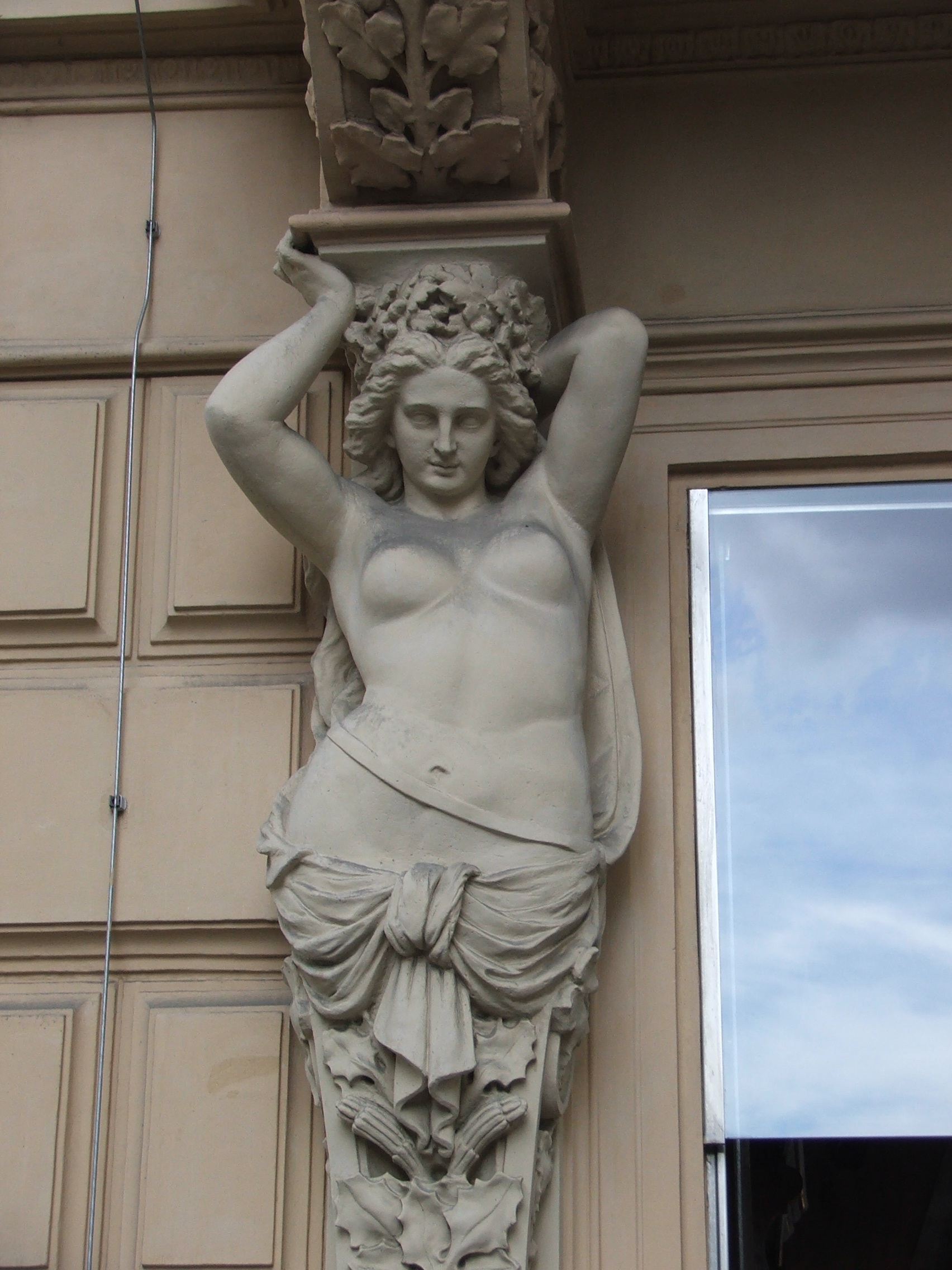
Karyatida u vchodu do Julia Meinla, Am Graben, Vídeň
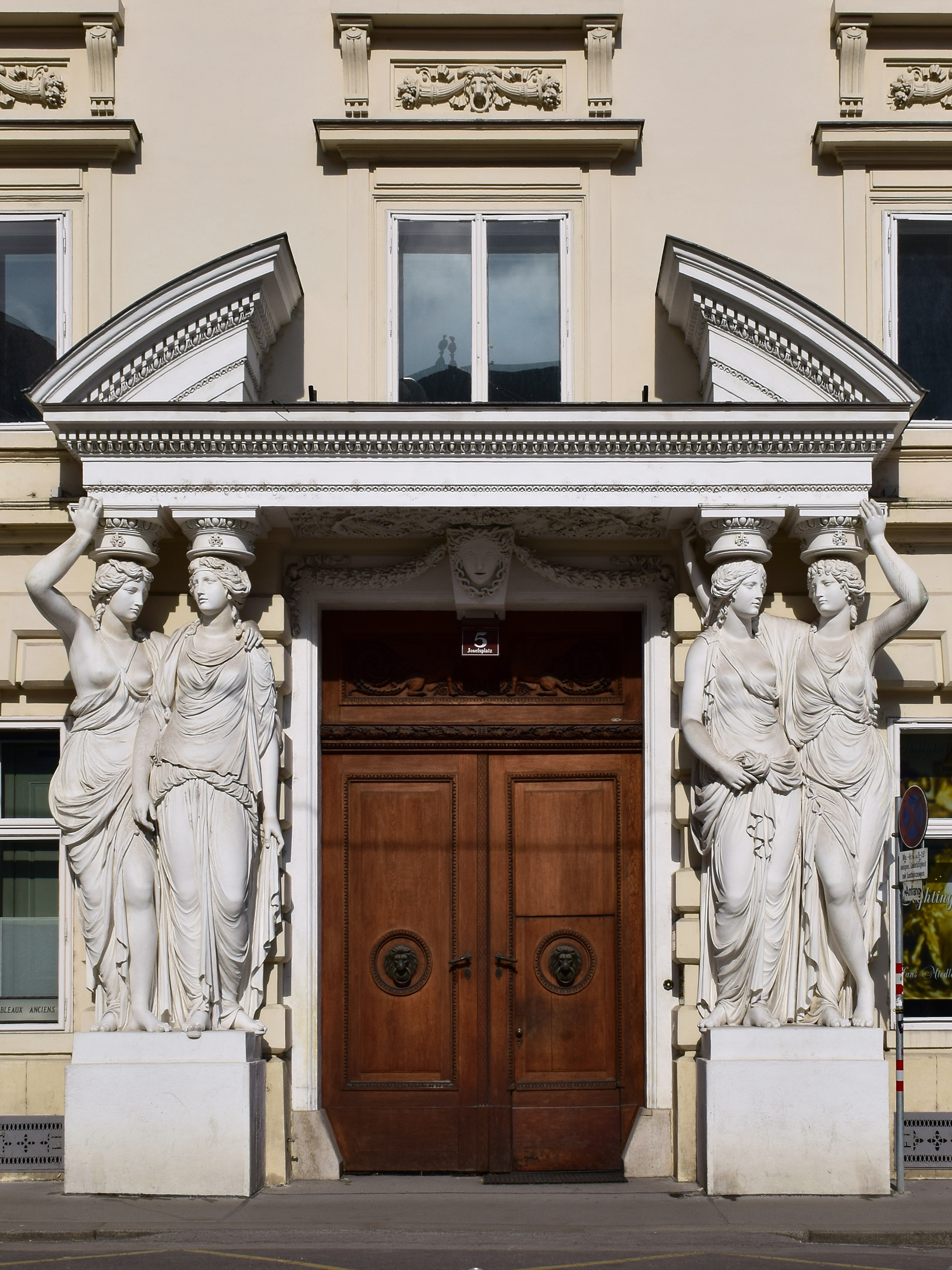
Dvojitá karyatida u vchodu do paláce Pallavicini, Josefsplatz, Vídeň